# Dinkové

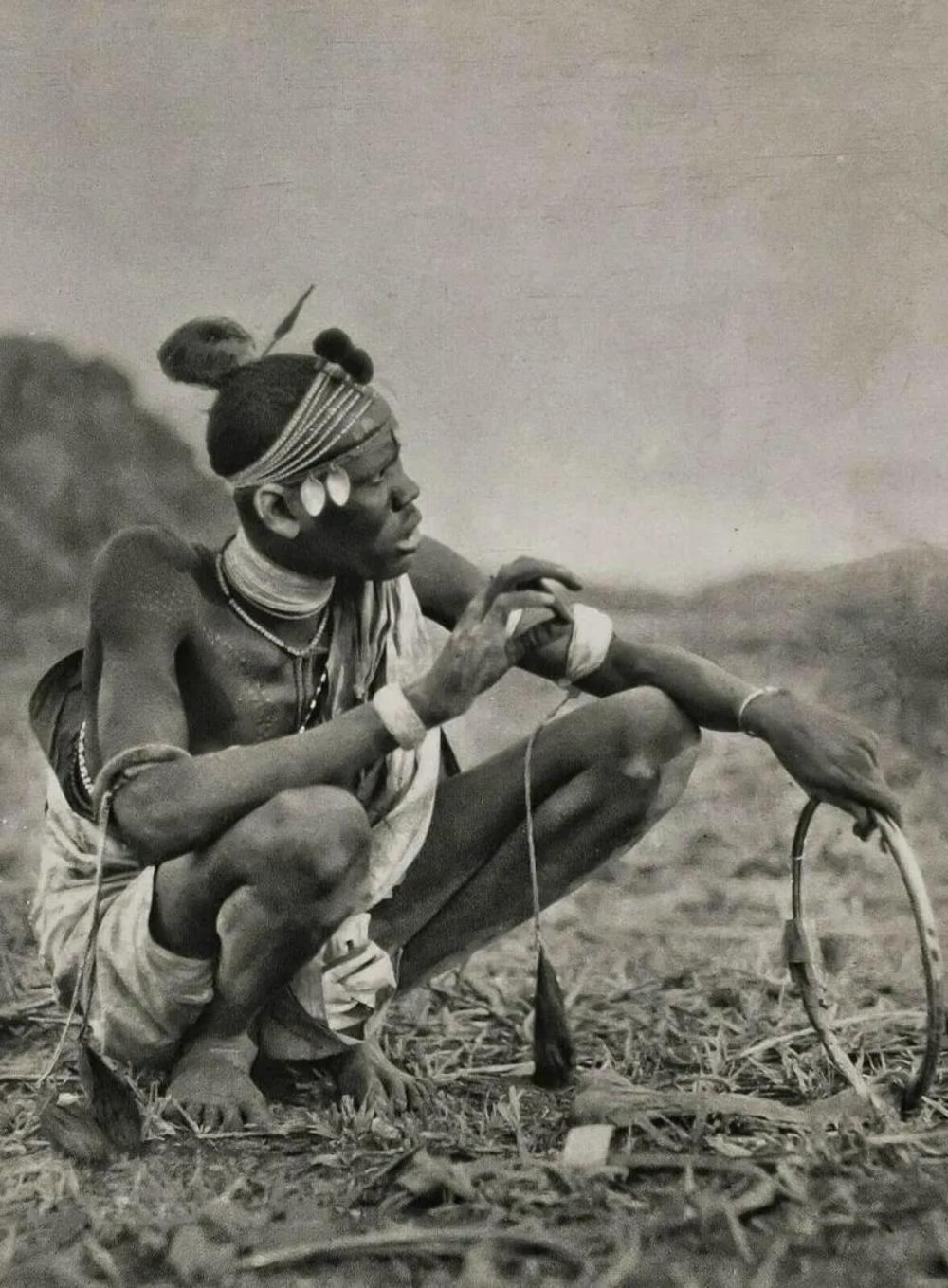
Hugo Bernatzik: Ženich kmene Dinků vyjednává o svatebních ozdobách, Súdán, 1927

Dinkové jsou největší etnickou skupinou v Jižním Súdánu. Obývají oblast Bahr el Ghazal nedaleko Nilu, Jonglei, Kordofánu a horní část kolem Nilu. Řečí Dinků je jazyk dinka, ale většina z nich mluví také súdánskou arabštinou. Dinků by mělo být podle údajů z roku 2008 přibližně 4,5 milionu. Jsou to pastevci a zemědělci.

## Život

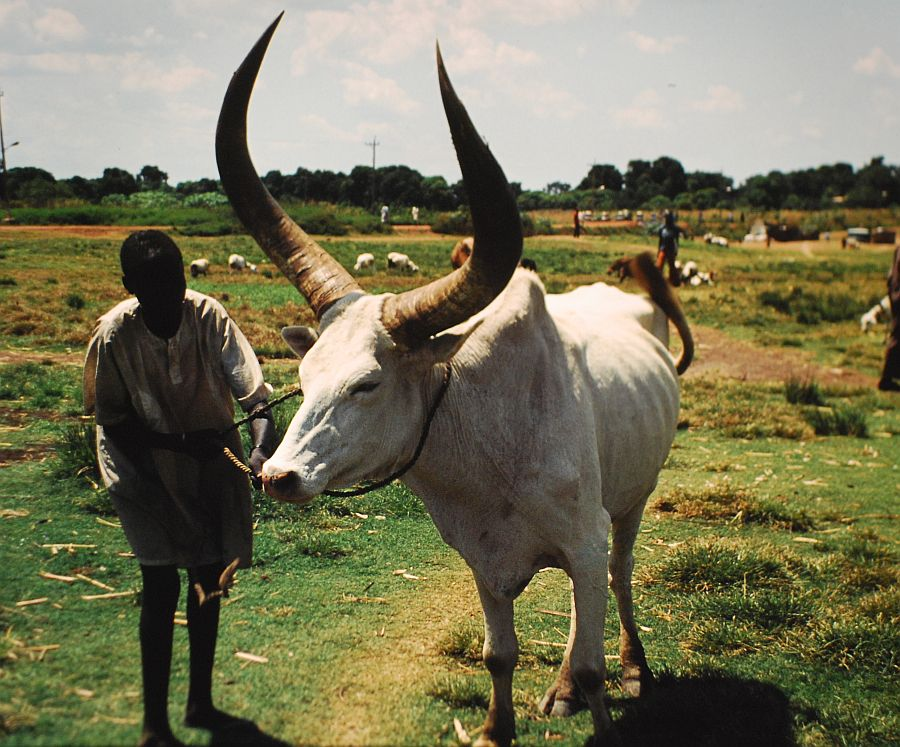
Dinský muž se svým volem

Rozdělení činností v tomto kmeni je přibližně stejné jako všude jinde. Ženy se starají o děti, vaří a obdělávají pole. Muži mají za úkol obstarávání masa. Mladí chlapci se starají o dojení krav, když dospějí, hlídají stáda a dojení přenechávají mladším. Dívky tráví hodně času se svými matkami, učí se vařit a starat se o domácnost. Vzhledem k tomu, že obývají břehy Nilu, jedním zdrojem potravy jsou ryby, tento úkol mají na starosti muži. Oblíbenou potravou jsou obilné placky s fazolemi nebo kukuřicí. Všechny tyto plodiny Dinkové pěstují na svých polích.
Chlapci dostávají jména mužů, kteří se o ně starají (otec, strýc). Když dospějí, vyberou si ze svého stáda jednoho výjimečného vola a dají mu jméno podle jeho barvy. Toto jméno je zároveň druhým jménem chlapce, který vola pojmenoval. Dinkové mají hodně výrazů pro barvy, a proto se často nestává, že by měli dva lidé z jedné vesnice stejné jméno. Zajímavou výjimkou jsou dvojčata, pro která existují speciální jména (Bol, Ngor, Chan), takže kromě vlastního jména mají ještě druhé, stejné se svým dvojčetem.
Dobytek je pro Dinky velice podstatný, je jejich hlavním majetkem a chloubou. Snaží se, aby se jejich domácí zvířata měla co nejlépe, staví jim domy a dokonce je šlechtí, aby měli co největší rohy a vypadali majestátně. Slouží jako dar, platidlo, zdroj potravy a také jako oběti při nejrůznějších obřadech. Množství dobytka označuje postavení ve společnosti. Kromě velkého množství výrazů pro barvy, mají Dinkové také spoustu slov označujících různé druhy dobytka.

## Vzhled
Dinkové jsou považováni za nejčernější a především za nejvyšší národ světa. Jedním z typických znaků jsou výrazné zářezy v obličeji. Když dívka nebo chlapec dospěje, jsou jim jejich rodiči provedeny zářezy do tváří a čela, značí to dospělost a možnost vstoupit do manželství. Množství zářezů také ukazuje přibližný věk osoby. Dalším znakem jsou vyražené čtyři přední zuby, tento rituál je prováděn současně se zářezy do obličeje.
Tradičním oblečením pro dinské ženy je sukně z dobytčí kůže, svobodné dívky a děti chodí nahé. Muži se často zdobí korálkovými náramky a náhrdelníky, jinak jsou také nazí. Čím dál častěji je ale možné vidět tyto zemědělce v muslimském oblečení nebo „moderních“ oděvech. Muži si barví vlasy na červeno pomocí kravské moči, ženy si naopak vlasy holí do hladka, až na malý chomáč vlasů na temeni.

## Obydlí

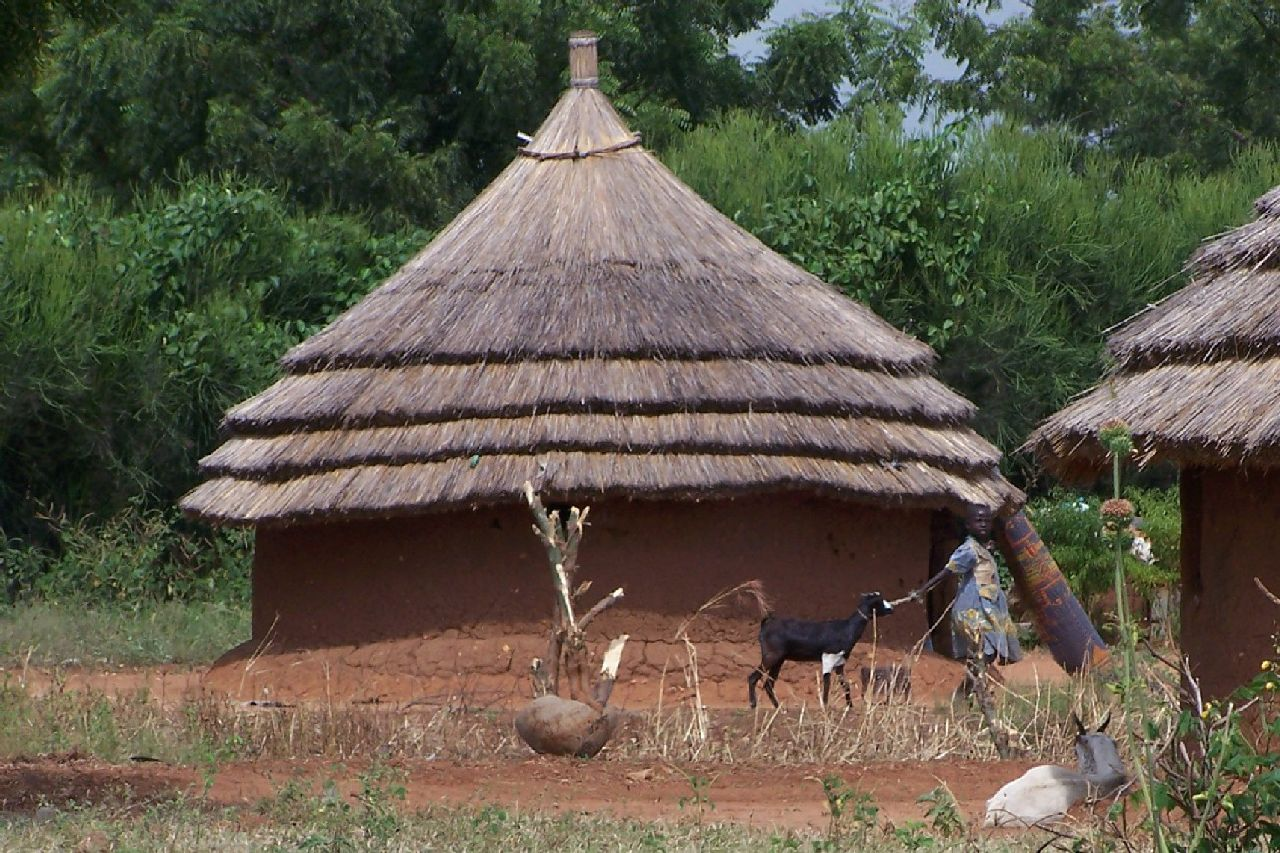
Dům Dinků

Domy Dinků mají kruhovitý tvar a doškovou střechu. V okolí řek jsou stavěny na vyšších pahorcích nebo na trámech, aby byly ochráněny před záplavami v období dešťů. V nížinách nedaleko domů se nacházejí obdělávaná pole a pastviny pro dobytek. Dinkové staví i domy pro svá domácí zvířata.

## Historie
Podle pověsti byli první lidé stvoření bohem Nhialic. Bůh jim dal jména Garang a Abuk. Po nějaké době se dinskému Adamovi a Evě narodil syn Deng, ten je považován za otce všech Dinků.
Před příchodem Britů v 19. století nežili Dinkové ve vesnicích, jaké známe dnes. Vedli kočovný život. Cestovali se svými stády i několik dní, aby se dostali k další provizorní vesnici. Prázdná hliněná obydlí s doškovými střechami byla uspořádána tak, aby se nacházela v různých oblastech s dostatkem čerstvé potravy. Uvnitř mohly spát jen ženy a děti, muži spali venku pod přístřešky pro dobytek. Rodiny průběžně cestovaly mezi jednotlivými vesnicemi.
V roce 1983 se Dinkové a další obyvatelé Jižního Súdánu vzbouřili proti postupné islamizaci této země a vznikla občanská válka. Dne 15. listopadu 1991 došlo k události zvané Dinka Bor Masakr. Během dvou měsíců bylo vypáleno a zdevastováno mnoho vesnic. Zemřelo přibližně 2 000 nevinných lidí a několik tisíc lidí bylo zraněno. Dalších 25 000 lidí zemřelo na následky těžkého hladomoru.

## Současnost
Přestože v okolí dinských vesnic vznikla řada ropných vrtů, oproti jiným kmenům si Dinkové stále zachovávají své tradice a nepoznamenaný život. Území, které obývají, je rozděleno na jednotlivé části, při čemž každá část připadá jiné vesnici. Lidé z jednotlivých vesnic mohou lovit na svých pozemcích a obdělávat svá pole.

## Náboženství
Nejvyšší z bohů v pantheonu jihosúdánského etnika Dinků je nazýván Nhialic. Tento bůh stvořitel je podle Dinků přítomen v celém stvoření a je také zodpovědný za osud všeho živého tvorstva. Mýtů o původu lidí je více: podle jedné verze bůh Nhialic vydechl první lidi – Garangu a Abuka – ze svých nozder; jiná verze říká, že první lidé byli stvořeni v nebi, později však bůh lidi umístil do řeky, odkud poté vystoupili na souš a zabydleli se tam; další verze vypovídá, že bůh stvořil první lidi z hlíny. Bůh měl nařídit lidem, aby se množili a po lidské neposlušnosti učinil člověka smrtelným. Není jasné, jak moc je tento příběh ovlivněn křesťanstvím, které je v oblasti silně rozšířeno, na každý pád platí, že většina původních afrických náboženství se v současnosti nějak vztahuje ke křesťanství nebo islámu.
Mezi další známé bohy patří Dengdit, bůh deště a plodnosti, nebo také bůh Garang. Modlitby jsou nejčastěji směřovány přímo k nejvyššímu bohu Nhialicovi, jemu se také obětuje býk. Modlitby mohou být směřovány i k dalším bohům a duchům předků – po rodičích Dinkové dědí totem, ke kterému pravidelně přinášejí oběti. Had je pro Dinky posvátným zvířetem, které se nesmí zabíjet. 

Dinkové stavějí také tzv. funerální mohyly, většinou na přání kněze, který tak nařídil před svou smrtí. Kromě uctívání jejich památky se zde provádějí zvířecí oběti.